# Алавердоба (свято)
Алавердоба — грузинське церковне свято. Бере свій початок у VI столітті. Присвячене це свято Алавердскому єпископу Йосипу, який заснував один з грузинських чоловічих монастирів Алаверді, який розташований у Східній Грузії. Також свято пов'язане і зі збором врожаю.
Відзначається свято з 28 вересня, триває свято до трьох тижнів. До свята мешканці з різних районів Грузії з'їжджаються до монастиря Алаверді. Під час свята проводяться перегони й заколюються жертовні тварини.